# Eugoa vasta
Eugoa vasta är en fjärilsart som beskrevs av Van Eecke 1920. Eugoa vasta ingår i släktet Eugoa och familjen björnspinnare. Inga underarter finns listade i Catalogue of Life.